# Mohammad Reza Azadi
Mohammad Reza Azadi (Tabriz, 7 settembre 1999) è un calciatore iraniano, centrocampista dell'Esteghlal.

## Carriera
Nel 2018 ha giocato tre partite nella fase a gironi della AFC Champions League con il Tractor Sazi.

## Statistiche

### Cronologia presenze e reti in nazionale
| Cronologia completa delle presenze e delle reti in nazionale ― Iran | Cronologia completa delle presenze e delle reti in nazionale ― Iran | Cronologia completa delle presenze e delle reti in nazionale ― Iran | Cronologia completa delle presenze e delle reti in nazionale ― Iran | Cronologia completa delle presenze e delle reti in nazionale ― Iran | Cronologia completa delle presenze e delle reti in nazionale ― Iran | Cronologia completa delle presenze e delle reti in nazionale ― Iran | Cronologia completa delle presenze e delle reti in nazionale ― Iran |
| Data                                                                | Città                                                               | In casa                                                             | Risultato                                                           | Ospiti                                                              | Competizione                                                        | Reti                                                                | Note                                                                |
| ------------------------------------------------------------------- | ------------------------------------------------------------------- | ------------------------------------------------------------------- | ------------------------------------------------------------------- | ------------------------------------------------------------------- | ------------------------------------------------------------------- | ------------------------------------------------------------------- | ------------------------------------------------------------------- |
| 21-3-2024                                                           | Tehran                                                              | Iran                                                                | 5 – 0                                                               | Turkmenistan                                                        | Qual. Mondiali 2026                                                 | -                                                                   | 84’                                                                 |
| Totale                                                              |                                                                     | Presenze                                                            | 1                                                                   |                                                                     | Reti                                                                | 0                                                                   |                                                                     |

## Palmarès

### Club

#### Competizioni nazionali
- Coppa d'Iran: 2

Tractor Sazi: 2019-2020
Esteghlal: 2024-2025